# 571 Dulčineja
 571 Dulčineja   (mednarodno ime Dulcinea) je asteroid tipa S , ki se nahaja v glavnem asteroidnem pasu. 
Odkril ga je Paul Götz 4. septembra 1905.. 
Asteroid je poimenovan po Dulčineji iz romana Don Kihot, ki ga je napisal Miguel de Cervantes.